# 10746 Mühlhausen
10746 Mühlhausen este un asteroid din centura principală de asteroizi.

## Descriere
10746 Mühlhausen este un asteroid din centura principală de asteroizi. A fost descoperit pe 10 februarie 1989 la Tautenburg de Freimut Börngen. Asteroidul prezintă o orbită caracterizată de o semiaxă mare de 2,70 ua, o excentricitate de 0,16 și o înclinație de 12,1° în raport cu ecliptica.